# Culama australis
Culama australis is een vlinder uit de familie van de houtboorders (Cossidae). De wetenschappelijke naam van de soort is voor het eerst geldig gepubliceerd in 1856 door Francis Walker.

## Synoniemen
- Cossus rhytiphorus Lower, 1893[2]
- Culama mesogeia Turner, 1932[2]